# Grant Dayton
Pour les articles homonymes, voir Dayton.
Grant Dayton (né le 25 novembre 1987 à Huntsville, Alabama, États-Unis) est un lanceur de relève gaucher de la Ligue majeure de baseball.

## Carrière
Joueur des Tigers de l'université d'Auburn, Grant Dayton est choisi par les Marlins de la Floride au 11e tour de sélection du repêchage de 2010. 
Le 15 juillet 2015, les Marlins l'échangent aux Dodgers de Los Angeles contre Chris Reed, un autre lanceur gaucher.
Dayton fait ses débuts dans le baseball majeur avec les Dodgers le 22 juillet 2016, à l'âge de 28 ans. À sa première année, il maintient une excellente moyenne de points mérités de 2,05 lors de 26 manches et un tiers lancées en 25 sorties comme lanceur de relève, réussissant 39 retraits sur des prises. Il fait aussi en 2016 ses débuts en séries éliminatoires. Après avoir alloué deux points dans le 5e et dernier match de la Série de divisions, que les Dodgers remportent de justesse 4-3 pour éliminer les Nationals de Washington, Dayton n'accorde aucun point aux Cubs de Chicago en une manche et deux tiers lancées lors de trois sorties en Série de championnat.